# سیلوی بکائرت
سیلوی بکائرت (فرانسوی: Sylvie Becaert‎؛ زادهٔ ۶ سپتامبر ۱۹۷۵) ورزشکار دوگانه اهل فرانسه است.